# Noyers (Yonne)
 Noyers-sur-Serein é uma comuna francesa na região administrativa de Borgonha-Franco-Condado, no departamento de Yonne. Estende-se por uma área de 35,66 km². Em 2010 a comuna tinha 602 habitantes (densidade: 16,9 hab./km²). 22 hab/km².
Pertence à rede das As mais belas aldeias de França.